# John Grierson
John Grierson (Deanston, 26 aprile 1898 – Bath, 19 febbraio 1972) è stato un produttore cinematografico, critico cinematografico, regista e teorico del cinema britannico.
È considerato un pioniere e il caposcuola del movimento documentaristico britannico e canadese degli anni trenta. Nel 1926 ha coniato il termine "documentario" all'interno di una recensione del film L'ultimo Eden di Robert J. Flaherty.

## Biografia
Scozzese di nascita, suo padre era un maestro di scuola e la madre una suffragetta e attivista del Partito Laburista. Dopo il servizio a bordo di un dragamine della Royal Navy durante la prima guerra mondiale, Grierson entra all'Università di Glasgow, dove trascorre buona parte della sua carriera accademica e in cui si laurea in filosofia. Nel 1924, grazie ad una borsa di studio della fondazione Rockefeller si trasferisce negli Stati Uniti d'America presso l'Università di Chicago e successivamente presso la Columbia University e l'Università del Wisconsin-Madison. Il centro delle sue ricerche in quegli anni riguarda la psicologia della propaganda e l'impatto della stampa, del cinema e dei mass media sulla formazione dell'opinione pubblica. Contemporaneamente fa anche i suoi primi incontri con l'ambiente hollywoodiano e lavora come critico cinematografico per il New York Sun.
Nel 1927 ritorna in Gran Bretagna con l'obiettivo di utilizzare l'arte cinematografica per promuovere sentimenti etici e di riscatto sociale nel popolo inglese, afflitto a quell'epoca da una profonda crisi. Viene assunto temporaneamente dall'EMB (Empire Marketing Board), un'agenzia governativa fondata da poco per promuovere a livello mondiale il commercio britannico, sostenendolo tramite mostre, manifesti, pubblicazioni e film. È grazie anche a questo contesto che Grierson riesce a finanziare ed elaborare le sue opere, come il suo primo lavoro in assoluto, Drifters (Pescherecci, 1929), un documentario dai toni quasi eroici che mostra con immagini grezze e reali il duro lavoro dei pescatori del Mare del Nord.
Dal 1929 al 1933 dirige la sezione cinematografica dell'EMB, arruolando e coordinando un gran numero di giovani registi emergenti, come Basil Wright, Edgar Anstey, Stuart Legg, Paolo Rotha, Arthur Elton, Humphrey Jennings, Harry Watt, e Alberto Cavalcanti. Questo gruppo è diventato noto negli anni seguenti come il British Documentary Film Movement. Anche Robert J. Flaherty lavorò brevemente in questa unità. Nel 1933 l'EMB viene sciolta, vittima di depressione dell'economia dell'epoca, e l'intero gruppo viene spostato al GPO (General Post Office). Grierson infatti viene assunto come direttore delle pubbliche relazioni con la clausola che avrebbe potuto portare con sé tutta l'unità cinematografica presente all'EMB.
La sua collaborazione con il GPO termina nel 1938 e Grierson, sotto invito del governo canadese, si trasferisce a Ottawa dove fonda il National Film Board (NFB), allo scopo di realizzare dei film allo scopo di promuovere e far conoscere il Canada a tutto il mondo, in collaborazione anche con lo scozzese Norman McLaren.
All'ingresso del Canada nel secondo conflitto mondiale, nel 1939 il NFB focalizza le sue produzioni sulla propaganda. Al termine del conflitto nel 1945 Grierson si dimette dal ruolo di commissario dell'NFB, a causa di accuse a lui e altri suoi tre colleghi di simpatie comuniste riguardanti molti dei film prodotti durante la guerra. Grierson torna quindi in Scozia, producendo programmi didattici per la televisione, ma poco dopo torna nuovamente in Canada per insegnare all'Università di Montréal.
Negli anni cinquanta ha anche lavorato presso Southall Studios di West End di Londra, ed ha condotto un programma televisivo di successo su Scottish TV, dove ha mostrato molti estratti di suoi documentari inediti. Nel 1957 ha ricevuto una speciale Canadian Film Award.
Muore a Bath, in Inghilterra il 19 febbraio 1972, all'età di 73 anni.

## Il documentario secondo Grierson
Secondo Grierson, soprattutto nel periodo successivo all'avvento del sonoro, era importante porre dei fondamenti che definissero il cinema non-fiction. Nella suo libro Principi fondamentali del documentario (1934) distingue il documentario dai sottogeneri del cinema “dal vero”, enunciando tre principi fondamentali:
1. La capacità che il cinema possiede di guardarsi intorno, di osservare e selezionare gli avvenimenti della vita "vera", si possa ricavare una nuova e vitale forma d'arte;
2. L'attore originale e la scena originale sono la guida migliore per interpretare cinematograficamente il mondo moderno;
3. La materia e i soggetti trovati sul posto sono più belli di tutto ciò che nasce dalla recitazione, il gesto spontaneo ha sullo schermo un singolare valore.

Secondo Grierson infatti il documentario è in grado di rielaborare il materiale autentico in maniera creativa, artistica, ma deve perseguire risultati estetici e soprattutto di contenuto completamente diversi da quelli del film a soggetto.
Sottolinea anche l'importanza che ha avuto Robert J. Flaherty, ma se ne distanzia preferendo un metodo che abbandoni la forma narrativa tradizionale per cercare strutture e contenuti più adeguati alla sensibilità del mondo moderno. Si pronuncia per un tipo di documentario che, senza rinunciare all'arte, manifesti un punto di vista preciso sulla realtà filmata. Arte e realtà sono infatti come due poli, attorno ai quali ruota tutta la sua riflessione e per conciliarli adotta un compromesso: qualora lo scopo di un documentario fosse la rappresentazione del reale, l'istanza della sperimentazione formale risulterà giustificata dal suo statuto artistico.

## Filmografia

### Regista
- Drifters (1929)

### Produttore
- Shadow on the Mountains, regia di Arthur Elton - documentario (1931)
- O'er Hill and Dale, regia di Basil Wright - documentario (1932)
- The Country Comes to Town - documentario (1933)
- The Coming of the Dial, regia di Stuart Legg - documentario (1933)
- Spring on the Farm, regia di Evelyn Cherry - documentario (1933)
- Gran Bretagna industriale, regia di Arthur Elton, Robert J. Flaherty e Basil Wright - documentario (1933)
- Cable Ship, regia di Stuart Legg, Alexander Shaw - documentario (1933)
- The Song of Ceylon, regia di Basil Wright - documentario (1934)
- Post-haste, regia di Humphrey Jennings - documentario (1934)
- Granton Trawler - documentario (1934)
- 6.30 Collection, regia di Edgar Anstey, Harry Watt - documentario (1934)
- Coal Face, regia di Alberto Cavalcanti - documentario (1935)
- - documentario (1935)
- We Live in Two Worlds, regia di Alberto Cavalcanti - documentario (1937)
- The Smoke Menace, regia di John Taylor - documentario (1937)
- The Line to Tschierva Hut, regia di Alberto Cavalcanti - documentario (1937)
- Children at School, regia di Basil Wright - documentario (1937)
- A Job in a Million, regia di Evelyn Cherry - documentario (1937)
- North Sea, regia di Harry Watt - documentario (1938)
- The Face of Scotland, regia di Basil Wright - documentario (1938)
- The Londoners, regia di John Taylor - documentario (1939)
- The Invasion of North Africa, regia di Stanley Hawes, Stuart Legg (1942)
- Judgment Deferred, regia di John Baxter (1952)
- Brandy for the Parson, regia di John Eldridge (1952)
- Si è giovani solo due volte, regia di Terry Bishop (1952)
- Time, Gentlemen, Please!, regia di Lewis Gilbert (1952)
- The Brave Don't Cry, regia di Philip Leacock (1952)
- Miss Robin Hood, regia di John Guillermin (1952)
- Laxdale Hall, regia di John Eldridge (1953)
- The Oracle, regia di C.M. Pennington-Richards (1953)
- Background, regia di Daniel Birt (1953)
- Devil on Horseback, regia di Cyril Frankel (1954)
- Child's Play, regia di Margaret Thomson (1954)
- Man of Africa, regia di Cyril Frankel (1956)